# Амлаф
Амлаф (гэльск. Amlaíb mac Ilduilb, англ. Amlaíb, умер в 977) — король Альбы (Шотландии) (или претендент на шотландский престол) (973—977), сын Индульфа и брат Кулена. Его имя, как и имя его отца, нетрадиционно для Шотландии и имеет старонорвежское или гэльско-норвежское происхождение. Оно является староирландским эквивалентом скандинавского имени Олаф (Улаф) и в настоящее время не используется ни в Ирландии, ни в Шотландии.

## Биография
Примерно в середине 970-х годов Амлаф поднял мятеж против Кеннета II и, возможно, подчинил себе часть Шотландии, но в 977 году был убит Кеннетом.
Имя Амлафа не включено ни в один из известных списков королей Шотландии. Он также не упоминается как король при описании встречи Кеннета II и Эдгара Миролюбивого в Честере. Королевский титул применительно к нему встречается только в «Анналах Тигернаха», которые,  сообщая о убийстве Амлафа Кеннетом II в 977 году, называют его «Королём Альбы».